# Xã Lost Island, Quận Palo Alto, Iowa
Xã Lost Island (tiếng Anh: Lost Island Township) là một xã thuộc quận Palo Alto, tiểu bang Iowa, Hoa Kỳ. Năm 2010, dân số của xã này là 227 người.